# Opel (motorfiets)
Opel is een bekend automerk dat in het verleden ook motorfietsen produceerde.
Adam Opel, Fahrräder-, Nähmaschinen und Motorwagenfabrik, later Adam Opel Motorfahrzeug- & Fahrradwerke, Adam Opel Automobilwerke en Adam Opel AG, Motorradabteilung, Rüsselsheim, Hessen (1902-1907 en 1910-1932). 
Er zijn door Opel in verschillende perioden motorfietsen gebouwd. In de eerste periode (van 1902 tot 1907) waren dat 1¾- en 3½pk-eencilinders van Zedel, Fafnir en andere leveranciers met riemaandrijving. 
Vanaf 1910 kwamen er clip-on motoren van 140 cc en complete 148cc-motorfietsen met eigen zijklepmotoren. Daarnaast echter ook kopklep-racemotoren van 204 cc, die onder andere door Fritz von Opel bestuurd werden. 
In 1928 begon de laatste motorfietsperiode toen Opel de Elite-Diamant-fabriek kocht en Ernst Neumann-Neander de duraluminium frames bouwde waarin de Opel-eencilinders van 496 cc gehangen werden. Er kwam ook een motorfiets waarbij een MAG- of Küchen-motor in het Neander-frame gehangen werd. 